# NN-202
La carretera NN-202 es una vía departamental secundaria ubicada en el departamento de Managua. Conecta la Rotonda Zona Franca de Las Mercedes con Sabana Grande, en el sector este de la ciudad de Managua, a lo largo de un trayecto de 11.41 kilómetros. Esta carretera fue inaugurada en 2024 como parte de un proyecto de mejoramiento de acceso a la zona industrial y residencial del municipio.

## Trazado y cruces
El siguiente cuadro muestra el recorrido aproximado de la carretera:
| km    | Localidad                           | Departamento | Conexión / Ruta |
| ----- | ----------------------------------- | ------------ | --------------- |
| 0.0   | Rotonda Zona Franca de Las Mercedes | Managua      | NIC 11          |
| 5.6   | Camino hacia Nejapa                 | Managua      | NN 203          |
| 11.41 | Sabana Grande                       | Managua      |                 |